# زی نا
زی نا (انگلیسی: Xie Na؛ زادهٔ ۶ مهٔ ۱۹۸۱) خواننده و بازیگر اهل چین است. وی از سال ۱۹۹۶ میلادی تاکنون مشغول فعالیت بوده است.